# 라틴 아메리카의 밤
《라틴 아메리카의 밤》(스페인어: Saludos Amigos)는 월트 디즈니 피처 애니메이션이 제작한 1942년 미국 만화영화이다.

## 배경

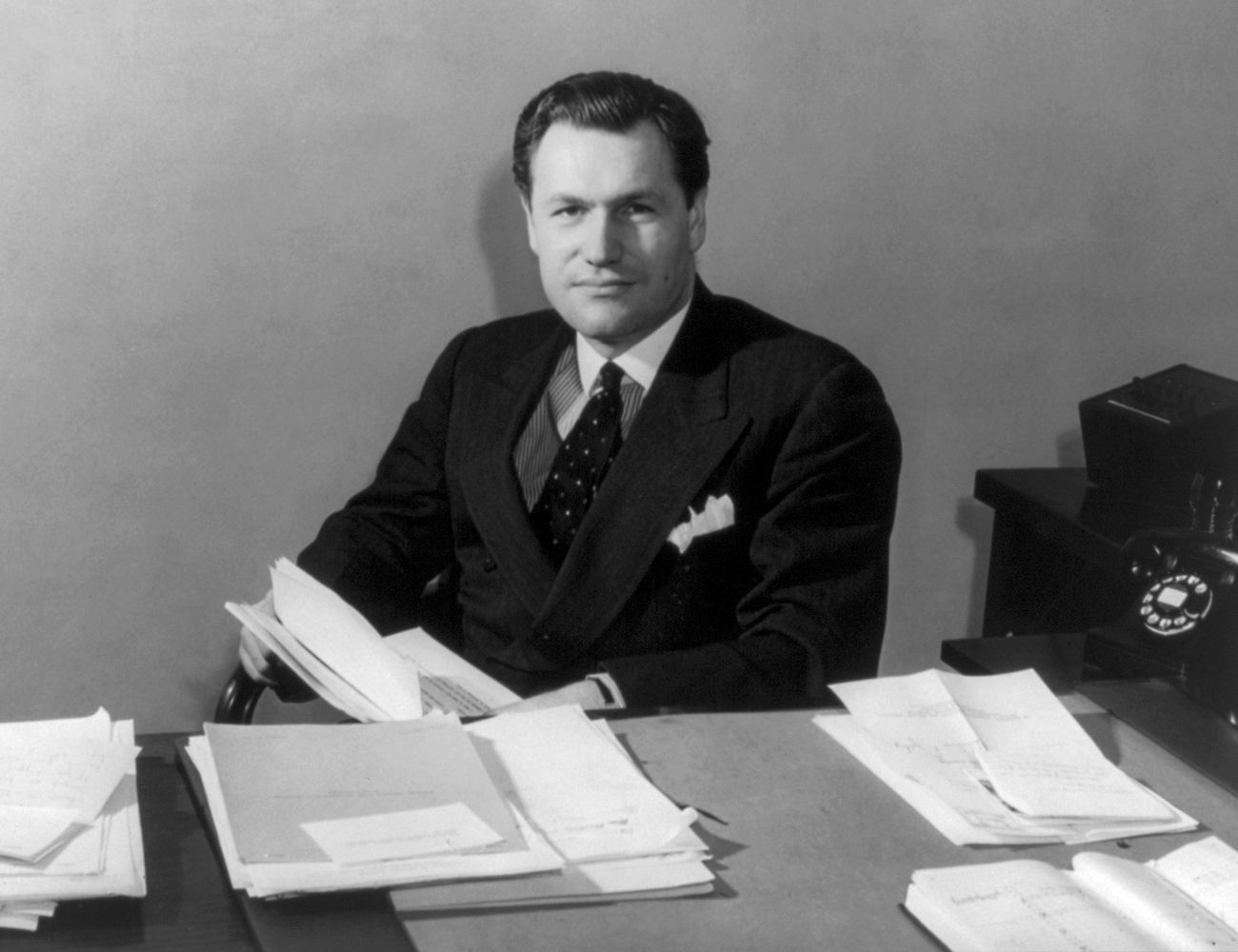
넬슨 록펠러, 범미국 문제 조정관 (1940)

1941년 초, 미국 국무부는 미국이 제2차 세계 대전에 참전하기 전, 선린 정책의 일환으로 미국, 중앙아메리카, 남아메리카에서 상영될 영화를 만들기 위해 디즈니 남미 순회 친선 공연을 의뢰했다. 이는 여러 라틴아메리카 정부가 나치 독일과 긴밀한 관계를 맺고 있었기 때문이며, 미국 정부는 이러한 관계를 상쇄하고자 했다. 미키 마우스와 다른 디즈니 캐릭터들은 라틴 아메리카에서 인기가 많았고, 월트 디즈니는 대사 역할을 했다. 최근 범미국 문제 조정관 (CIAA)으로 임명된 넬슨 록펠러가 주선한 이 순회 공연은 디즈니와 약 20명의 작곡가, 예술가, 기술자 등으로 구성된 그의 스튜디오 직원들을 남아메리카, 주로 브라질과 아르헨티나, 그리고 칠레, 볼리비아 및 페루로 데려갔다.
이 영화 자체는 연방 대출 보증을 받았다. 디즈니 스튜디오가 유럽 시장이 전쟁으로 폐쇄되기 직전에 과도하게 확장되었고, 디즈니가 당시 노동 불안에 시달리고 있었기 때문이었다 (친선 여행이 시작될 당시 진행 중이던 파업 포함).
이 영화에는 마천루와 세련된 옷차림의 주민들이 있는 현대 라틴 아메리카 도시의 영상을 담은 실사 다큐멘터리 시퀀스가 포함되었다. 이는 그러한 이미지를 미국과 유럽 도시에서만 연관 짓던 많은 당시 미국 시청자들을 놀라게 했고, 라틴 아메리카에 대한 인상을 변화시키는 데 기여했다. 영화 역사가인 앨프레드 찰스 리처드 주니어는 살루도스 아미고스가 "국무부가 50년 동안 이룬 것보다 몇 달 만에 아메리카 대륙 사람들의 이해 공동체를 강화하는 데 더 많은 기여를 했다"고 언급했다.
이 영화는 또한 칠레의 만화가 레네 리오스 보에티거에게 콘도리토를 만들도록 영감을 주었는데, 콘도리토는 라틴 아메리카에서 가장 흔한 만화 캐릭터 중 하나이다. 리오스는 작고 무능한 비행기 캐릭터 페드로가 칠레인들에게 모욕적이라고 인식하고 디즈니의 만화 캐릭터들과 경쟁할 수 있는 만화를 만들었다.

### 줄거리
이 영화는 남아메리카 5개국인 페루, 볼리비아, 아르헨티나, 칠레, 브라질의 부분을 다룬다. 볼리비아와 페루를 제외하고 각 나라는 자체적인 부분을 가지고 있는데, 이 두 나라는 티티카카호 부분에 함께 등장한다.

## 출연

### 조연
- 핀토 콜비그
- 월트 디즈니
- 노먼 퍼거슨
- 프랭크 그레이엄
- 클로렌스 내쉬
- 조시 올리베이라
- 프레드 쉴즈
- 프랭크 토머스

## 음악
- "Saludos Amigos"
- "Aquarela do Brasil"
- "Tico Tico No Fubá"

## 같이 보기
- 월트 디즈니 픽처스의 영화 목록